# Gertrud von Puttkamer
La baronne Gertrud von Puttkamer (allemand : Gertrud Freifrau von Puttkamer), née Gertrud Günther le 4 avril 1881 et morte le 30 septembre 1944, également connue par son nom de plume Marie-Madeleine, est une écrivaine allemande de littérature érotique et de poésie homoérotique lesbienne. Son premier livre, Auf Kypros, s'est vendu à plus d'un million d'exemplaires au cours de sa vie. 

## Biographie
Gertrud Günther est née le 4 avril 1881 à Eydtkuhnen, arrondissement de Stallupönen en province de Prusse-Orientale dans le royaume de Prusse de parents juifs. Son père est Karl Günther, un marchand, et sa mère est Emmy Siemssen, une femme au foyer. Elle grandit au sein de la communauté juive de la classe moyenne d'Eydtkuhnen. En 1900, à l'âge de dix-neuf ans, elle épouse le baron Heinrich Georg Ludwig von Puttkamer, un membre de la noblesse poméranienne de 35 ans son aîné. Lors de son mariage, la baronne von Puttkamer emménage dans une villa avec son mari à Grunewald, en Allemagne, et se rend souvent à Vienne, Paris, Nice et Monte Carlo où elle se lie avec des acteurs hollywoodiens, la royauté et la noblesse européennes, des artistes et des écrivains et commence à utiliser la morphine à des fins récréatives. La mort de son mari en 1914 entraîne sa dépendance à la morphine,. Son fils, le baron Jesco Gunther Heinrich von Puttkamer, rejoint le parti nazi et est capturé par les Alliés pendant la Seconde Guerre mondiale.

## Écriture
En 1900, von Puttkamer publie son premier livre de poésie sous le pseudonyme de Marie-Madeleine intitulé Auf Kypros, un recueil de vers érotiques lesbiens,. Auf Kypros devient un best-seller dans tout l'empire allemand, en particulier dans les milieux de la haute société. Auf Kypros s'est ensuite vendu à plus d'un million d'exemplaires et est réimprimé 52 fois. À l'époque, son travail est  considéré comme contraire aux normes sociales de moralité et est même considéré comme pornographique. Au cours des quatorze années suivantes, von Puttkamer publie 28 autres livres, dont de la poésie, des nouvelles, des pièces de théâtre et des romans. En 1910, ses écrits sont non seulement centrés sur l'amour érotique lesbien mais également sur l'utilisation de la morphine. À la fin de sa vie, von Puttkamer a écrit plus de 46 œuvres. 

### Liste des œuvres
Une liste de certaines des œuvres connues de von Puttkamer comprend,, : 
- Auf Kypros (1900)
- Das Bisschen Liebe (1900)
- Die drei Nächte (1901)
- An der Liebe Narrenseil (1902)
- Die Indische Felsentaube (1902)
- Aus faulem Holze (1902)
- Im Spielerparadies: Momentphotographien aus Monte Carlo (1903)
- Frivol: Aus dem Leben eines Pferdes (1903)
- Krabben (1903)
- Arme Ritter! (1904)
- In Seligkeit und Sünden (1905)
- Das Bißchen Liebe (1906)
- Der Rote Champion (1906)
- Die Kleider der Herzogin (1906)
- Die letzte Hürde (1907)
- Die Kusine (1908)
- Die Wegweiserin (1908)
- Prinz Christian (1909)
- Die Stelle, wo sie sterblich sind... (1909)
- Brennende Liebe (1910)
- Katzen (1910)
- Die heiligsten Güter (1911)
- Die rote Rose Leidenschaft (1912)
- Pantherkätzchen (1913)
- Der süße Rausch (1916)
- Taumel (1920)
- Ausgewählte Werke (1924)
- Die Töchter des Prometheus (1926)
- Ihr schlechter Ruf (1928)

## Dernières années et mort
Pendant le Troisième Reich, l'identité de von Puttkamer est découverte par les nazis. En 1932, ses écrits sont condamnés comme dégénérés et ont dû être brûlés,. En 1943, elle est envoyée dans un sanatorium à Katzenelnbogen sous prétexte de traiter sa dépendance à la morphine. Elle meurt le 30 septembre 1944 alors qu'elle était sous la garde de médecins nazis. 

## Héritage
En 2016, les œuvres redécouvertes de la baronne von Puttkamer sont traduites en anglais et compilées dans le livre Priestess of Morphine: The Lost Writings of Marie-Madeleine in the Time of Nazis de Ronald K. Siegel,. 